# Nordharzer Rasensport-Verband
Der Nordharzer Rasensport-Verband (NHRV) war ein lokaler Fußballverband für die Stadt Goslar und Umgebung. Der NHRV wurde am 22. April 1911 durch die Vereine FC Viktoria Goslar, Kaufmännischer SC 08 Goslar, FC Harzburg, FC Union Vienenburg und SV Viktoria Oker gegründet. Weiter schlossen sich dem Verband bis 1914 noch die Vereine FC Seesen 1911, FC Goslaria Goslar, SK Oker, VfB Ilsenburg, FC Preußen Wiedelah und SC Bündheim-Harzburg an.

## Geschichte
Am 2./3. Dezember 1911 wurde der NHRV auf dem Verbandstag des Norddeutschen Fußball-Verbandes in Hamburg als Bezirk X - Nordharz in den Verband aufgenommen, nachdem im Juli 1911 bereits der Vorstand des NFV für die Aufnahme gestimmt hatte. Der Bezirk Nordharz konnte seine Eigenständigkeit im NFV bis 1922 behalten, obwohl der NFV-Bezirk Braunschweig bereits 1911 dessen Eingliederung als Unterbezirk in das Braunschweiger Gebiet gefordert hatte.

## Meister des NFV-Bezirks Nordharz
- 1911/12: Kaufmännischer SC 08 Goslar[2]
- 1912/13: SV Viktoria Oker[3]
- 1913/14: FC Seesen 1911[4] *
- 1914/15: nicht ausgespielt
- 1915/16: nicht ausgespielt
- 1916/17: FC Union Vienenburg
- 1917/18: Kaufmännischer SC 08 Goslar
- 1918/19: Kaufmännischer SC 08 Goslar
- 1919/20: Goslarer SC 08
- 1920/21: FC Seesen 1911 *
- 1921/22: Goslarer SC 08 *